# Ahu Akivi
Ahu Akivi es un lugar sagrado particular en Rapa Nui (o Isla de Pascua) en la Región de Valparaíso de Chile, hacia el Océano Pacífico. El sitio tiene siete moái, todos de igual forma y tamaño, y también es conocido como un observatorio celestial que se estableció alrededor del siglo XVI. El sitio está ubicado en el interior, en lugar de a lo largo de la costa. Las estatuas moái fueron consideradas por los primeros habitantes de Rapa Nui como sus antepasados o Tupuna, que se creía que eran la reencarnación de reyes importantes o líderes de sus clanes. Los moáis fueron erigidos para proteger y traer prosperidad a su clan y aldea.
Una característica particular de las siete estatuas moái idénticas es que se enfrentan exactamente a la puesta de sol durante el equinoccio de primavera y tienen la espalda al amanecer durante el equinoccio de otoño. Esta característica astronómicamente precisa únicamente se ve en este lugar de la isla.

## Geografía
Ahu Akivi, alineado en dirección este-oeste, está ubicado en el flanco de la ladera sur de Maunga Terevaka en Rapauni y está rodeado de tierras agrícolas bastante planas. Está a 2.3 kilómetros tierra adentro en la zona no costera y se encuentra a una altitud de 140 metros. Ahu Vai Teka está a una distancia de 706.8 metros de Ahu Kavi, que se considera parte del complejo Ahu Akivi-Ahu Kavi.

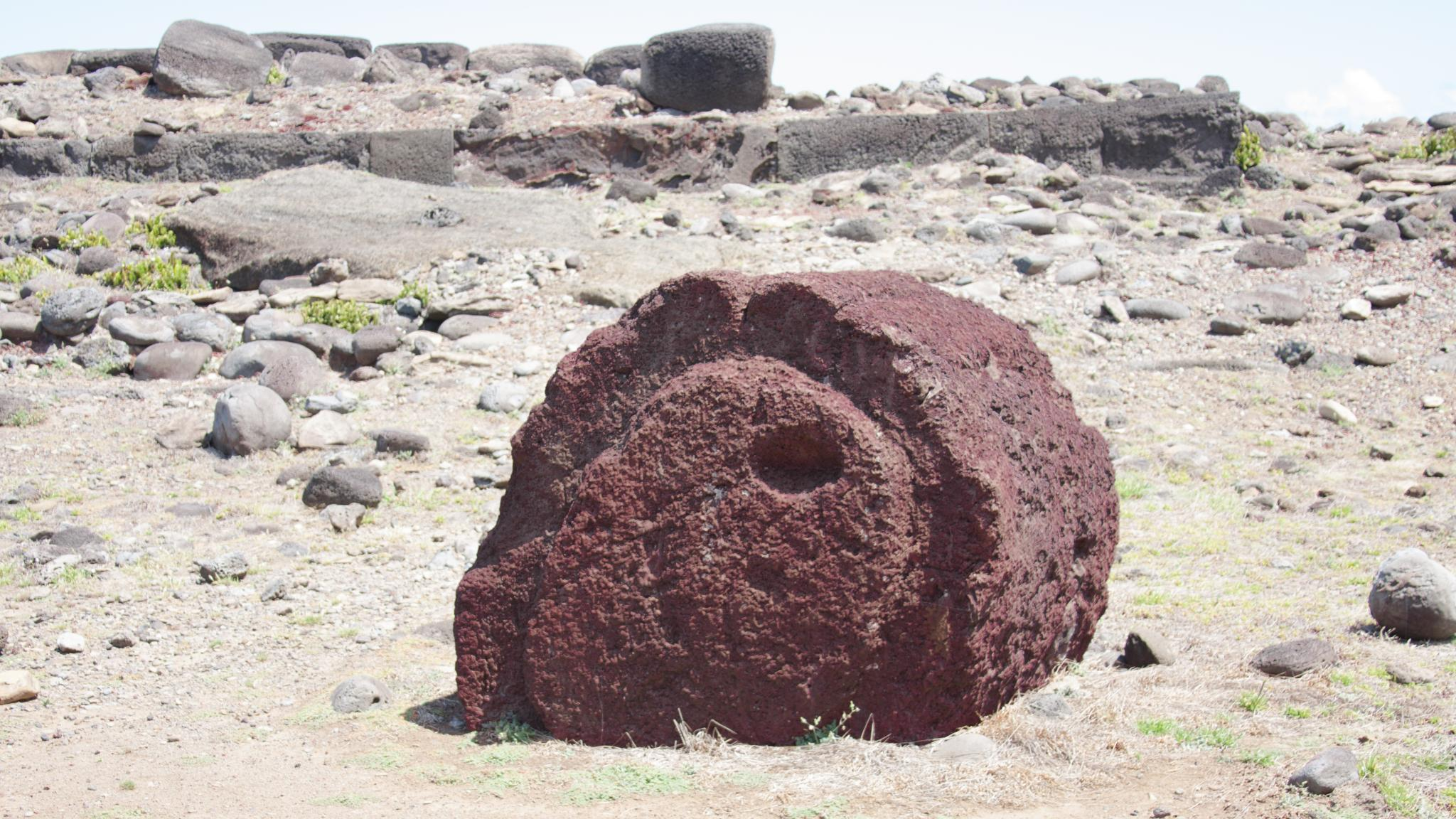
Pukao con el color característico de la piedra roja del volcán Puna Pau.

Desde Hanga Roa, un camino interior conduce al sitio a través del cono volcánico de Terevaka —510 metros de nivel máximo—. La carretera de la costa es a través de playa Anakena. En este camino hay muchas estatuas de moi que se encuentran dispersas y sin restaurar. Hay caminos que se ramifican hacia Puna Pau, que es una cantera de cráter de bajo volcán con rocas de color rojo conocida como escoria volcánica, que se ha utilizado para tallar setenta de los «sombrero de copa» de las estatuas conocidas como pukao, que podría ser un nudo cilíndrico superior de pelo o sombrero de hierba o turbante. Más adelante, se llega al sitio de Ahu Akivi. El sitio está ubicado al noreste de Hanga Roa, la ciudad capital de la Isla de Pascua, a unos 10 kilómetros al norte.
La cantera de Rano Raraku desde donde se hicieron las estatuas se encuentra a por lo menos 15 kilómetros de distancia y el acceso libre es a través de la ruta terrestre que los clanes mantienen.

## Historia
Ahu Akivi es parte del complejo Ahu Akivi-Vai Teka que fue construido por el pueblo Rapa Nui en dos fases. En la primera fase, durante el siglo XVI se creó una plataforma rectangular central sobre una superficie nivelada. Tenía alas que se proyectaban hacia el norte y hacia el sur. Una rampa de acceso también formaba parte de esta plataforma que conducía a la plaza ceremonial que se extendía 25 metros hacia el oeste de la plataforma central. Detrás de la plataforma central existía una zona de cremación. La segunda fase de la construcción se planificó e implementó en los primeros años del siglo XVII, cuando se modificó la plataforma, se creó una rampa y se erigieron siete estatuas de igual tamaño. También se construyó otro crematorio. Una cueva en la que la gente solía residir también fue utilizada como tumba en tiempos históricos.
El otro ahu en el complejo es el Ahu Vai Teka, que es una plataforma mucho más pequeña de 16 metros formada por bloques de piedra de lava. Ahora no hay una estatua, aunque se cree que una existió inicialmente. Se creía que ambos ahus estaban alineados astronómicamente con respecto al sol. Ambos están ubicados en el territorio de los Miru, el clan de mayor rango y la confederación occidental, y ambos eran contemporáneos. También se conjetura que las siete estatuas se colocaron en Ahu Akivi al menos 150 años antes de que los primeros europeos encontraran la isla cuando el clan funcionaba en ese momento. También es evidente que su cultura existió durante 250 a 300 años con prosperidad económica y estabilidad política.

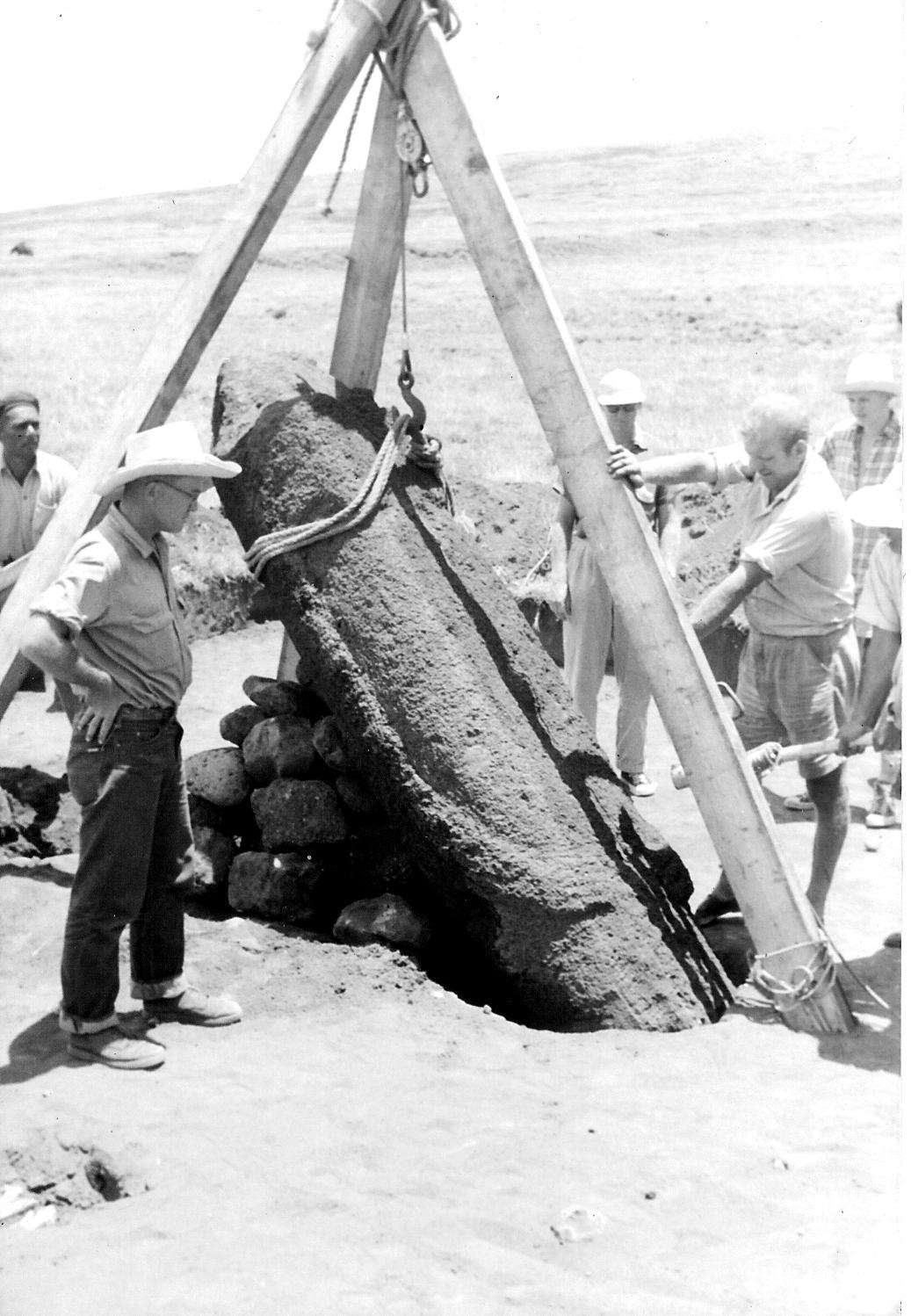
William Mulloy con un moái para ser restaurado en Ahu Akivi.

En 1955, Thor Heyerdahl reclutó al arqueólogo estadounidense William Mulloy y su asociado chileno, Gonzalo Figueroa García-Huidobro, quien restauró las estatuas a su posición original; los encontraron en condición derribada en 1960. El trabajo de Mulloy en el Complejo Akivi-Vaiteka fue apoyado por el Programa Fulbright y por subvenciones de la Universidad de Wyoming, la Universidad de Chile y el World Monuments Fund. Ahu Akivi también da su nombre a una de las siete regiones del Parque nacional Rapa Nui.

## Leyenda
Las estatuas de la isla siempre miraban al pueblo como un mana protector, pero en el caso de las estatuas de Ahu Akivi miraban hacia el mar. Hay una leyenda narrada para este posicionamiento de las siete estatuas. Se conjetura que el pueblo Rapanui lo hizo para propiciar que el mar ayudara a los navegantes. Sin embargo, según una tradición oral, el sacerdote de Hotu Matu tuvo un sueño en el que el alma del rey volaba a través del océano cuando la isla Rapa Nui era vista por él. Luego envió exploradores navegando a través del mar para localizar la isla y encontrar gente que se estableciera allí. Siete de estos exploradores se quedaron en la isla esperando la llegada del rey. Estos siete personajes están representados por las siete estatuas de piedra erigidas en su honor.

## Características

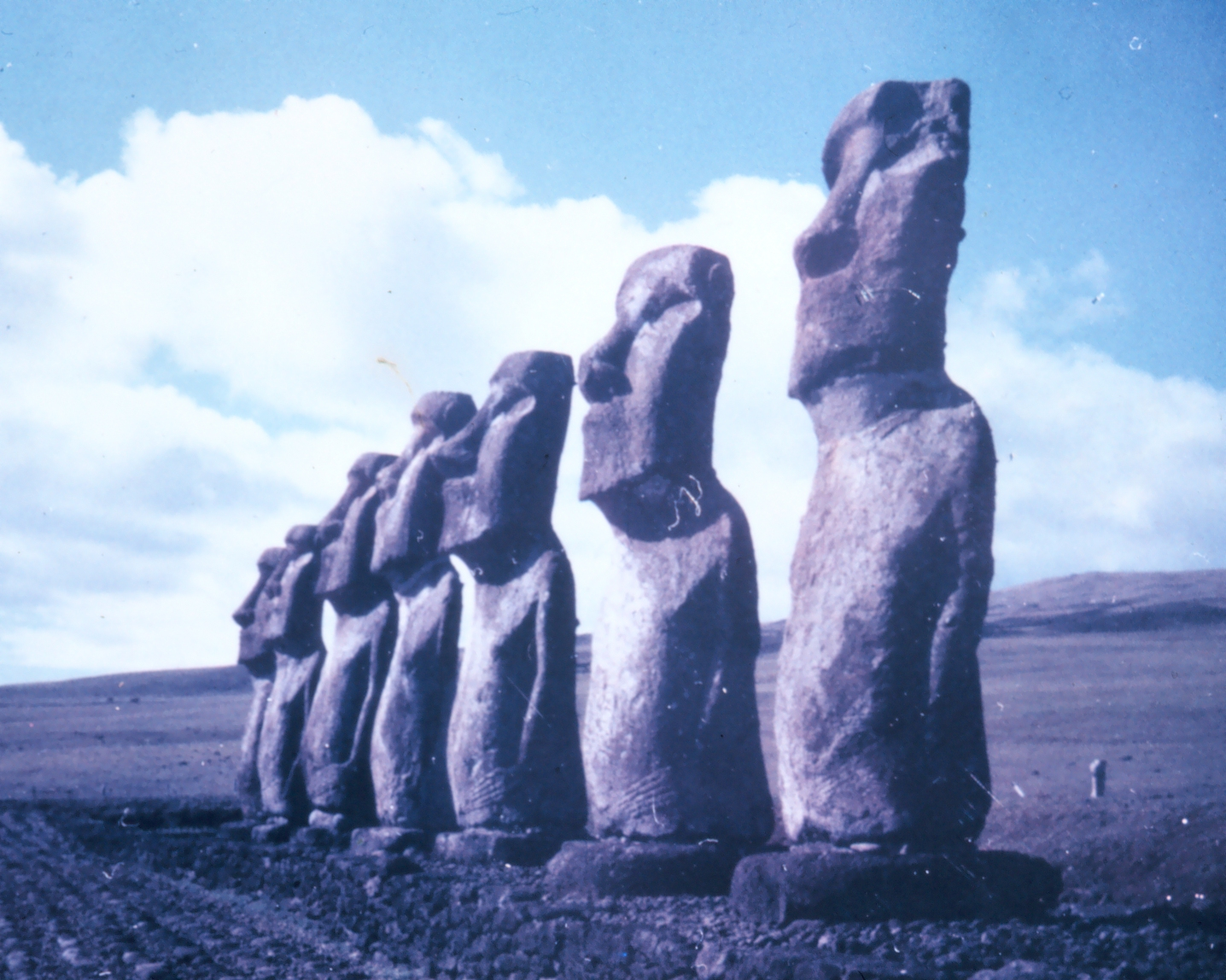
Una vista más cercana de las estatuas de Ahu Akivi.

Las características arquitectónicas de una plataforma Ahu fueron discernidas por los arqueólogos, dependiendo de su longitud en cinco categorías. Estos son: Plataforma central de longitud variable; plataforma de mampostería bruta en su pared posterior o con mampostería fina en la pared posterior; con o sin alas; con una o más estatuas; un nudo superior de escoria roja, rampa, pavimento de plaza de crematorios, muro de contención frontal artesanal, cornisa de escoria roja. En el caso del Ahu Akivi se han observado todas estas características, excepto que la parte trasera de la plataforma está hecha de pared de mampostería en bruto. Otra característica de los cimientos de la plataforma es que las piedras utilizadas para fabricarla no son de la isla, sino que fueron traídas como lastre en un barco en el siglo XIX.
Además de lo anterior, los arqueólogos también desenterraron discos de piedra, pequeñas estatuas y anzuelos de pescado hechos de piedras y espinas, indicativos de las ceremonias de entierro que se realizaban en el sitio.
Las siete estatuas de moái se encuentran con absoluta precisión astronómica. Así, el observatorio sagrado y el santuario con los siete moái miran exactamente hacia el punto donde el sol se pone durante el equinoccio y que también se alinea con la Luna. Cada uno tiene 4,9 m de altura y pesa unas 18 toneladas, y su longitud es de 70 m.
Durante las excavaciones realizadas aquí, los arqueólogos también encontraron mohos en las raíces de los árboles, indicativos de la cobertura vegetal en el pasado.

## Restauración
En 1960, cuando el arqueólogo estadounidense y su asociado llevaron a cabo la restauración, tardaron un mes en levantarse y arreglar el primer moái en su lugar. Utilizaron una rampa de piedra y dos palancas de madera para realizar esta operación. Sin embargo, tardaron menos de una semana en levantar la séptima.